# Hang động Việt Nam

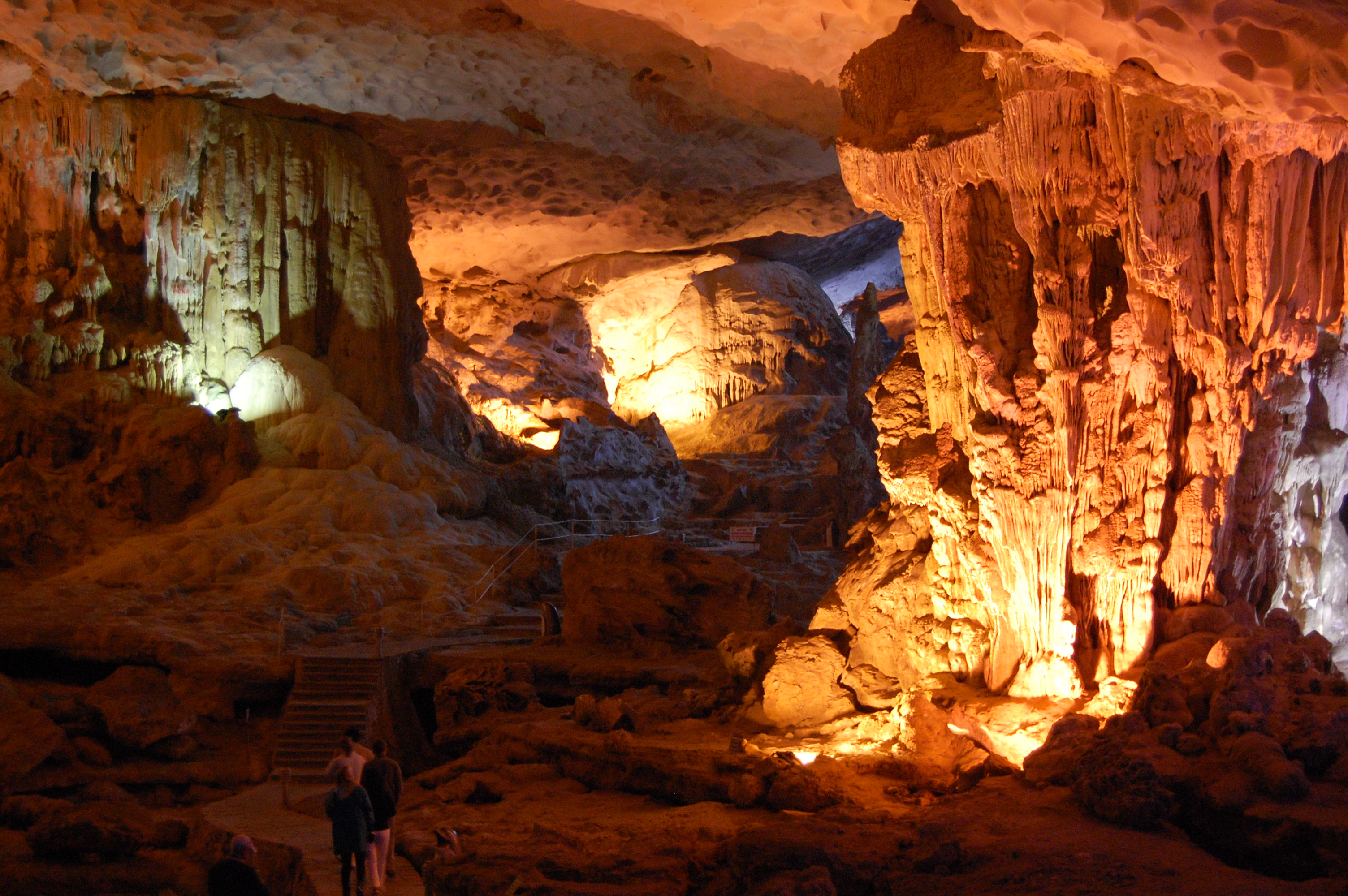
Thạch nhũ trong hang Sửng Sốt

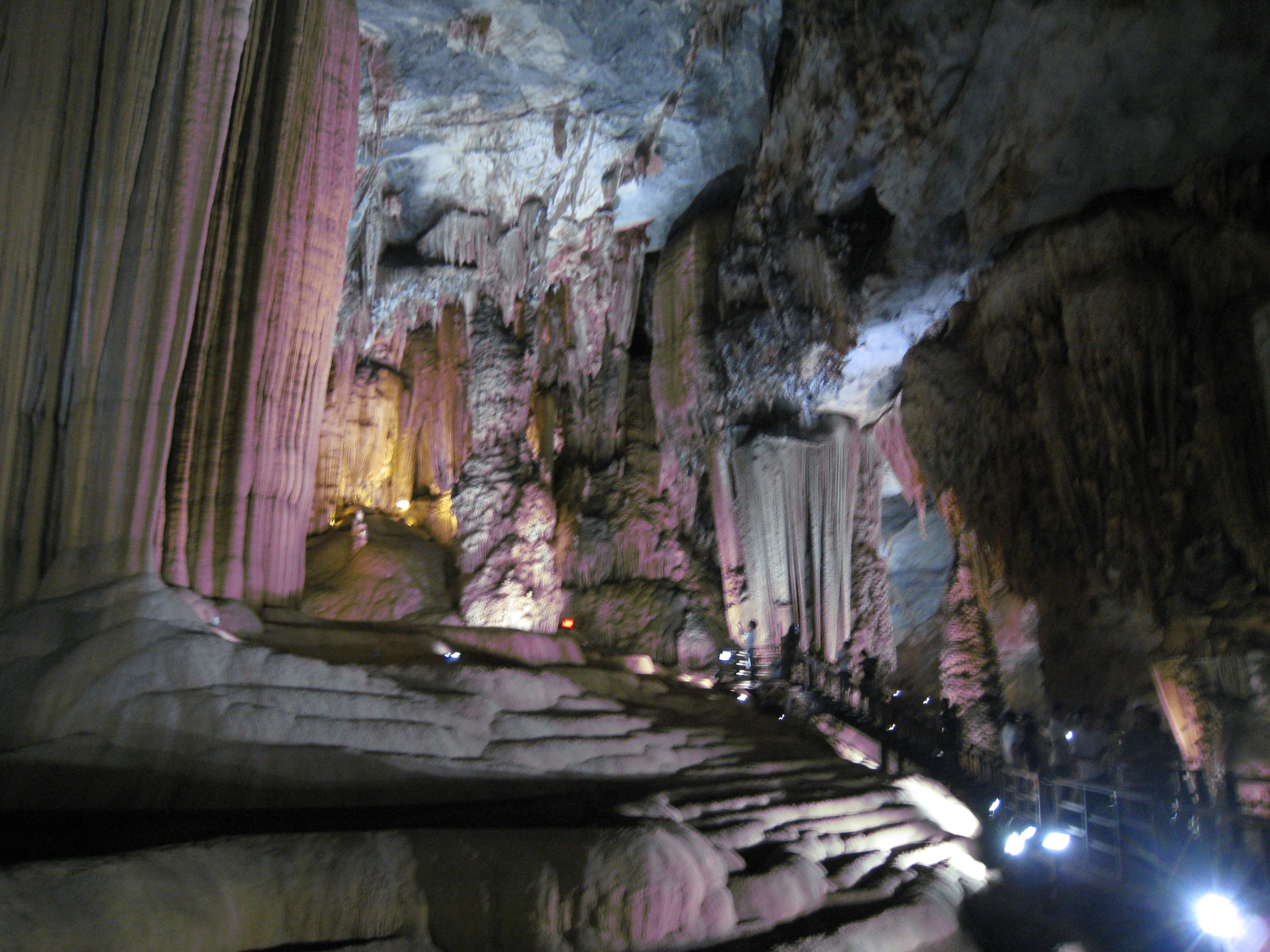
Hang Thiên Đường ở Vườn quốc gia Phong Nha - Kẻ Bàng

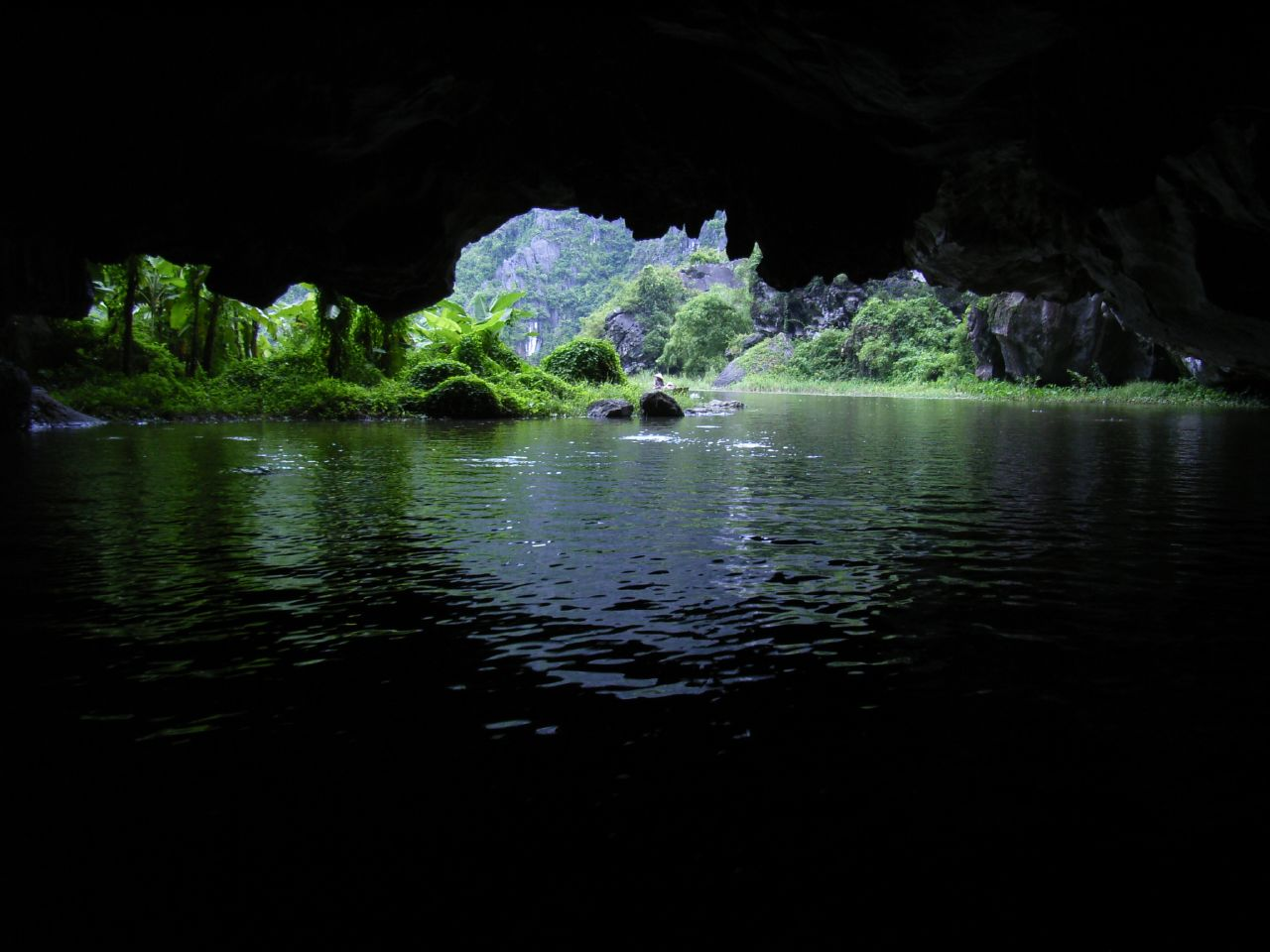
Tam Cốc - Bích Động ở Ninh Bình

Hang động Việt Nam bao gồm hệ thống các hang và các động trên địa bàn Việt Nam, chủ yếu nằm ở nửa phía bắc của đất nước này do tập trung nhiều dãy núi đá vôi.
Hang thường được hiểu là khoảng trống sâu tự nhiên hay được đào vào trong đất, trong đá còn động là hang rộng ăn sâu vào trong núi. Hệ thống hang động ở Việt Nam thường là các hang động nằm trong các vùng núi đá vôi có kiểu địa hình karst rất phát triển. Ba di sản thiên nhiên thế giới của Việt Nam là vịnh Hạ Long, Vườn quốc gia Phong Nha - Kẻ Bàng và quần thể danh thắng Tràng An đều là những danh thắng có những hang động karst nổi tiếng.

## Tổng quan
Vùng núi đá vôi ở Việt Nam có diện tích khá lớn, lên tới 50. 000 - 60. 000 km2, chiếm gần 15% diện tích đất liền tập trung chủ yếu ở 4 tiểu vùng Việt Bắc (Hà Giang, Cao Bằng, Lạng Sơn), Đông Bắc Bộ (Quảng Ninh), Tây Bắc Bộ (Lai Châu, Lào Cai, Sơn La, Hòa Bình, Ninh Bình) và Bắc Trung Bộ (Quảng Bình). 
Các công trình điều tra, nghiên cứu hang động ở Việt Nam đến năm 2000 chỉ phát hiện được khoảng 200 hang động, trong đó phần lớn, tới gần 90% là các hang ngắn và trung bình (có độ dài dưới 100m) và chỉ có trên 10% số hang có độ dài trên 100m. Năm 2003 vùng Tây Bắc được phát hiện hơn 300 hang động, trong đó nhiều hang dài trên 1.000m như: hang Dơi (1.435m), hang Rắn (1.880m), Thị Đội (1.551m), Nậm Khum (1.323m), Chiềng Ban (1.382m). Vùng Tủa Chùa, Phong Thổ (Lai Châu) có nhiều hang dài và rất sâu như: Tà Chinh (dài 2.015m, sâu 402m), Dơi Nước (dài 1.035m, sâu 290m), Sì Lèng Chải (dài 1.162m, sâu 286m)... Cho tới năm 2010 chỉ riêng ở Quảng Bình đã thống kê được 300 hang động thuộc Vườn quốc gia Phong Nha - Kẻ Bàng. Tỉnh Ninh Bình có 400 hang động trong đó hơn 100 hang động tập trung nhiều ở quần thể di sản thế giới Tràng An - Tam Cốc - Bích Động. Hiện nay tổng số hang động ở Việt Nam được phát hiện lên tới gần 1000 hang động.
Các hang động ở Việt Nam thường nằm ở chân núi và cả ở lưng chừng núi. Nhiều hang có cửa rộng tới 110m và trần cao nhất tôi 120m như hang Dơi ở Lạng Sơn. Hang sâu nhất là hang Cả - hang Bè có độ sâu 123m. Đặc biệt rất nhiều hang động ở Việt Nam có những mạch sông suốt gầm chảy xuyên qua vung núi đá vôi và thông với hệ thống sông suối bên ngoài. Nhiều hang động ở Việt Nam có về đẹp lộng lẫy, tráng lệ và rất kỳ ào, có sức hấp dẫn đặc biệt với khách du lịch. Bên cạnh những vẻ đẹp tự nhiên do tạo hóa sinh ra, các hang động còn chứa đựng những di tích khảo cổ học, những di tích lịch sử - văn hóa rất đặc sắc của dân tộc nên càng có giá trị để phát triển du lịch. 
Các hang động ở Việt Nam tuy nhiều nhưng số được khai thác sử dụng cho mục đích du lịch còn rất ít. Tiêu biểu nhất là: động Phong Nha (Quảng Bình), động Hương Tích (Hà Nội), Tam Cốc - Bích Động, động Thiên Hà, động Vân Trình (Ninh Bình), hang Pác Bó (Cao Bằng), động Nhị Thanh, Tam Thanh (Lạng Sơn), động Sơn Mộc Hương (Sơn La), các hang động ở vịnh Hạ Long (Quảng Ninh)...

## Phân biệt hang và động
Theo từ điển Việt - Anh: Hang (Cave), động (Cavern = A large cave = Hang lớn); Nhưng thực tế trong tiếng Anh thường ngày, mọi người vẫn thường dùng "Cave" để định danh chung cho cả: "Hang", "Động" và "Hang, Động" trong tiếng Việt.
1. Định danh "ĐỘNG": được áp dụng đối với hang lớn, một hệ thống các hang, buồng hang, có cấu trúc phức tạp, có hệ thống thạch nhũ đẹp, đa dạng. Việc sử dụng "động" nhằm khẳng định không phải là hang nhỏ, đơn điệu, cấu trúc đơn giản... mà là thuộc dạng "sang trọng" và "thượng cấp".
2. Định danh "HANG": được áp dụng đối với hang nhỏ, đơn điệu, có cấu trúc đơn giản, hoặc nếu lớn thì ngắn và cửa hang có kích thước tương đương hoặc lớn hơn trong lòng.

## Các khu vực hang động tiêu biểu
- Khu vực vịnh Hạ Long với 3 hang động tiêu biểu là hang Sửng Sốt, động Thiên Cung, hang Đầu Gỗ. Ngoài ra còn hàng chục hang động đẹp và quyến rũ khác như hang Bồ Nâu, hang Hanh, hang Trinh Nữ, hang Trống, hang Tiên Long, Ba Hang, hang Luồn, động Tiên Ông, động Tam Cung, động Lâu đài, Ba Hầm v.v. Báo cáo của ban quản lý vịnh Hạ Long cho biết hiện nay vẫn chưa thể thống kê hết được tất cả hang động trên 1.969 đảo
- Khu vực Ninh Bình với các hang động thuộc quần thể di sản thế giới Tràng An như: động Thiên Hà, động Vái Giời, động Tiên Cá, động Thủy Cung, hang Bụt, hang Tam Cốc, hang Sinh Dược, Bích Động; các hang động ở Rừng Cúc Phương như động Phò Mã, động Người Xưa, động Sơn Cung, động Trăng Khuyết, động Thủy Tiên và các hang động khác như: động Địch Lộng, động Vân Trình, động Hoa Lư, động Nham Hao, động Trà Tu, động Mã Tiên; các hang động ở Khu bảo tồn thiên nhiên Vân Long.v..v
- Khu vực Vườn quốc gia Phong Nha - Kẻ Bàng với 300 hang động trong đó tiêu biểu là động Phong Nha, động Vòm, động Thiên Đường, hang Sơn Đoòng, động Tiên Sơn,...

## Hình ảnh

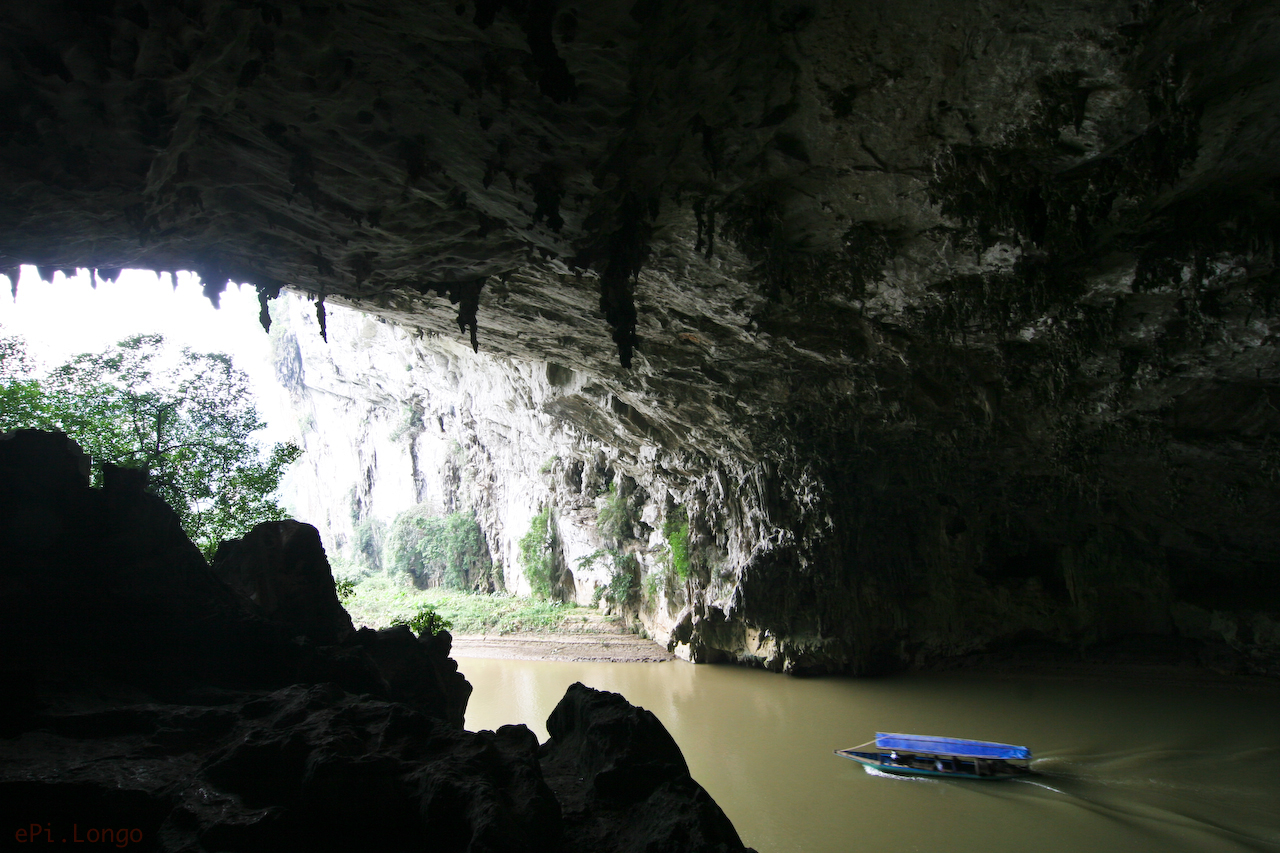
Bên trong động Puông (Bắc Kạn)
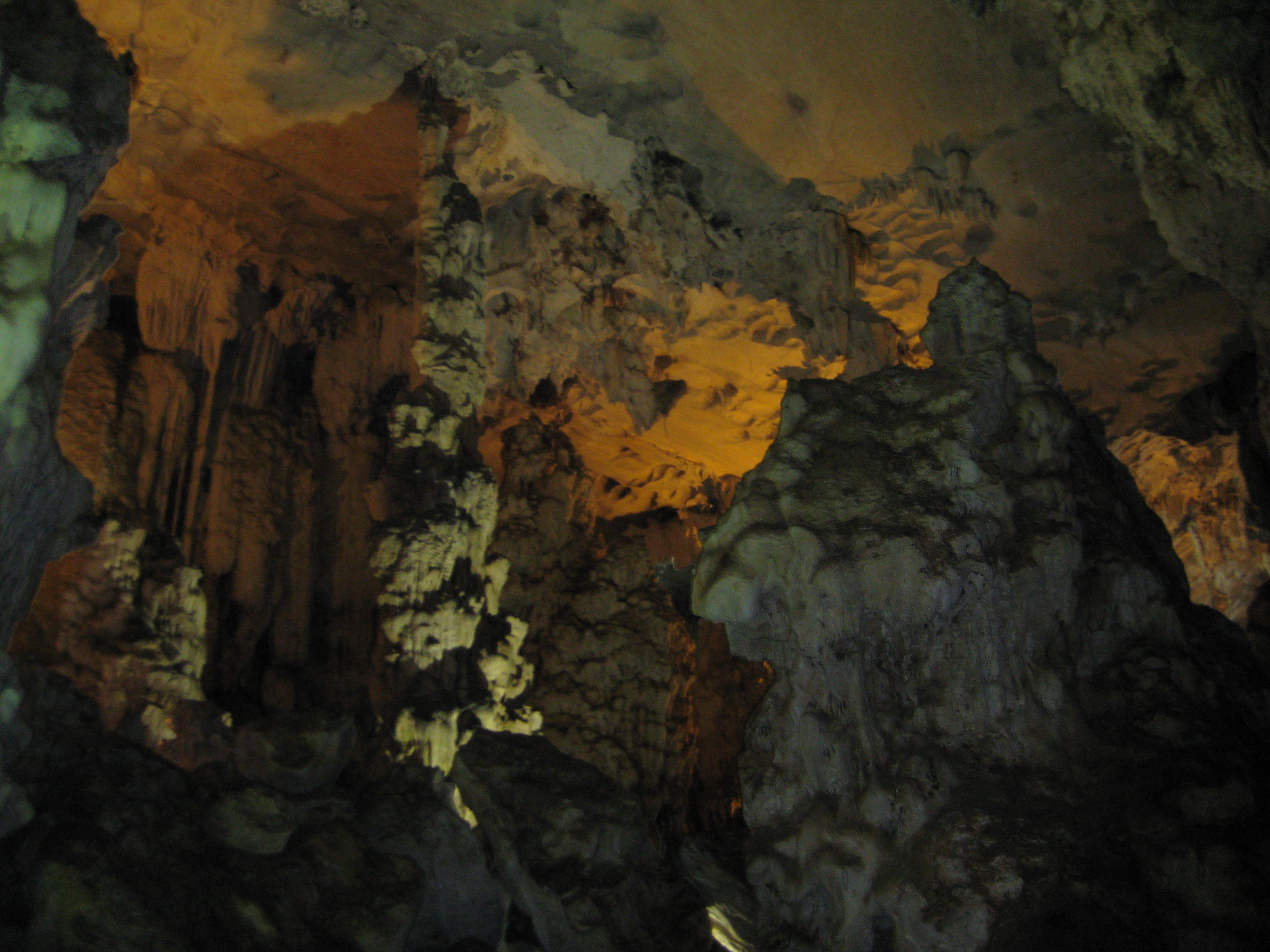
động Vân Trình (Ninh Bình)
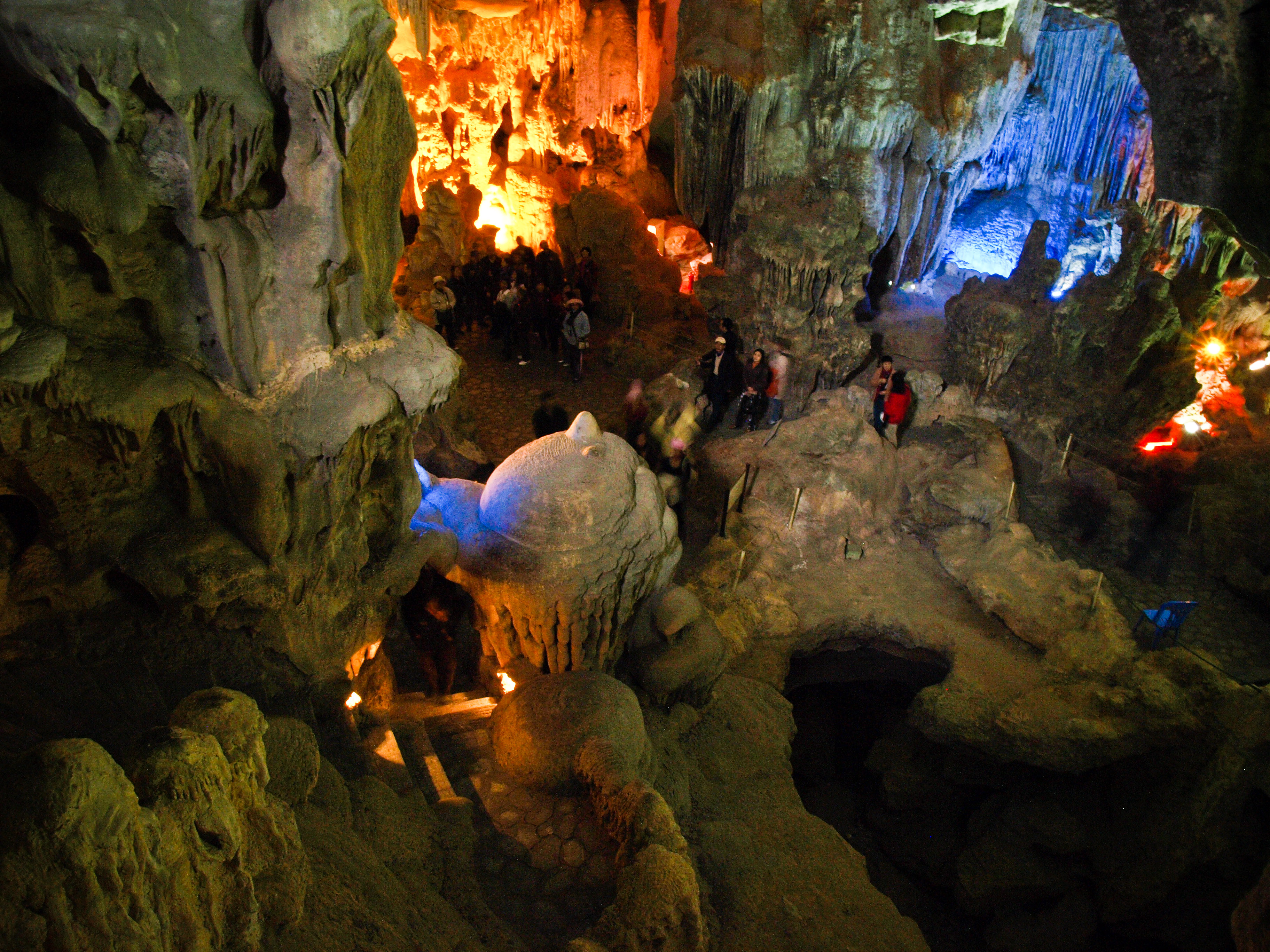
Động Thiên Cung ở Hạ Long
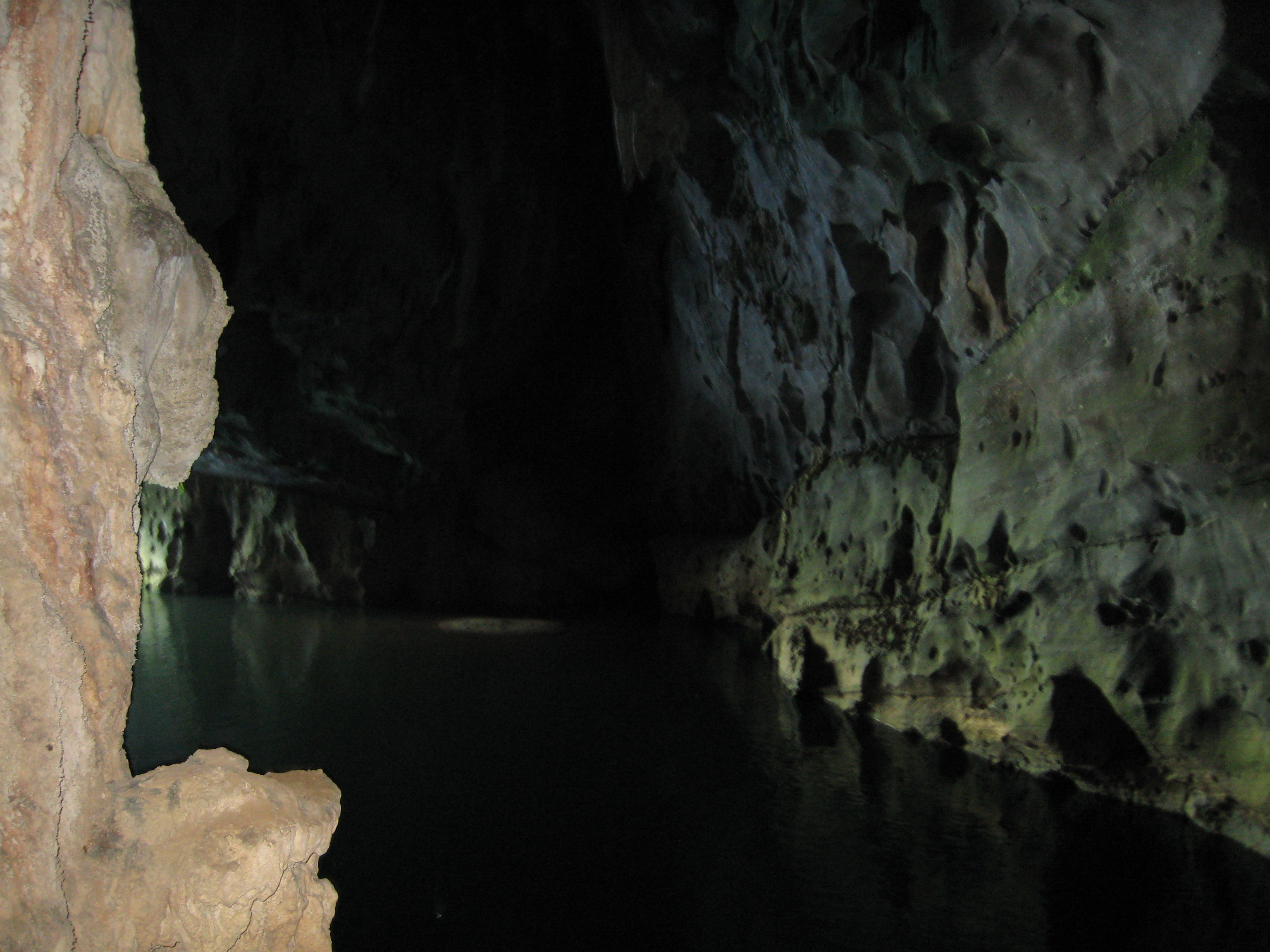
Sông ngầm Vườn quốc gia Phong Nha - Kẻ Bàng
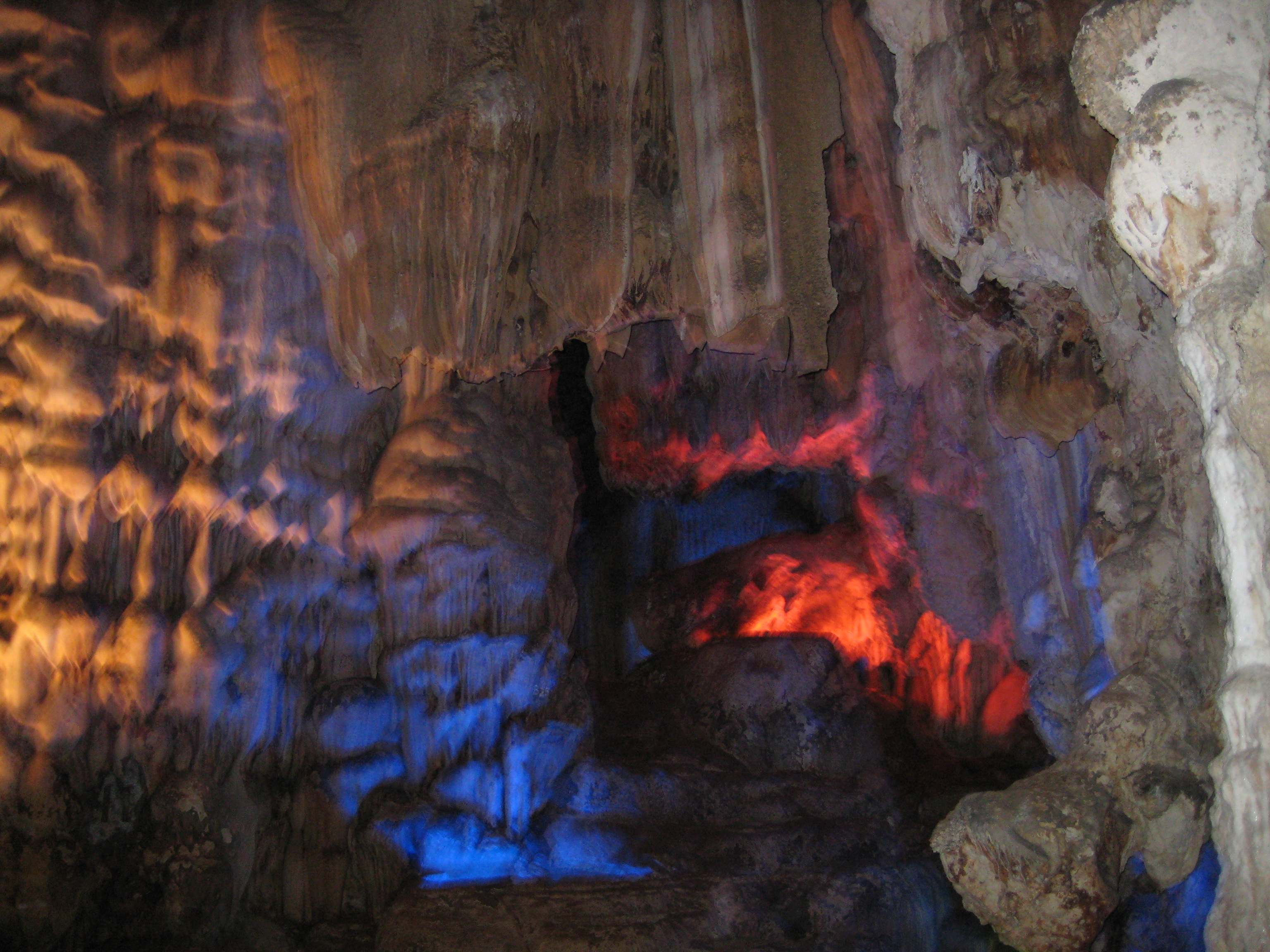
Cảnh trong động Thiên Đường (Quảng Bình)
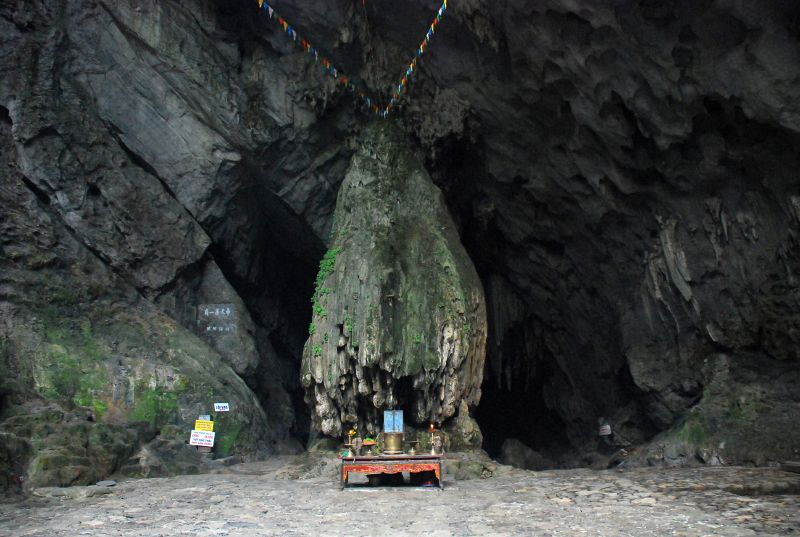
Động Hương Tích (Hà Nội)
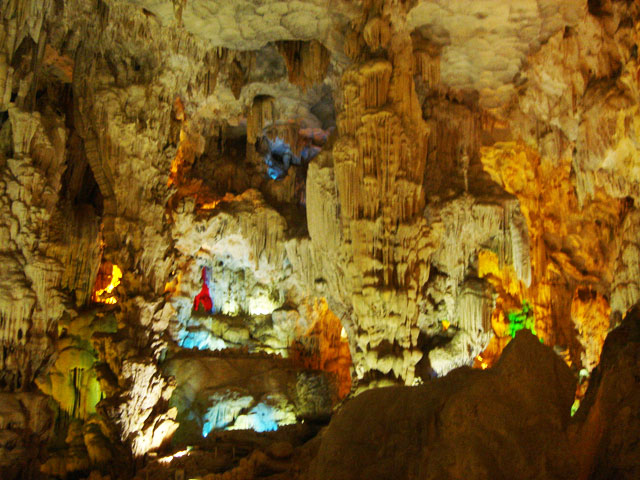
Hang Đầu Gỗ (Vịnh Hạ Long)
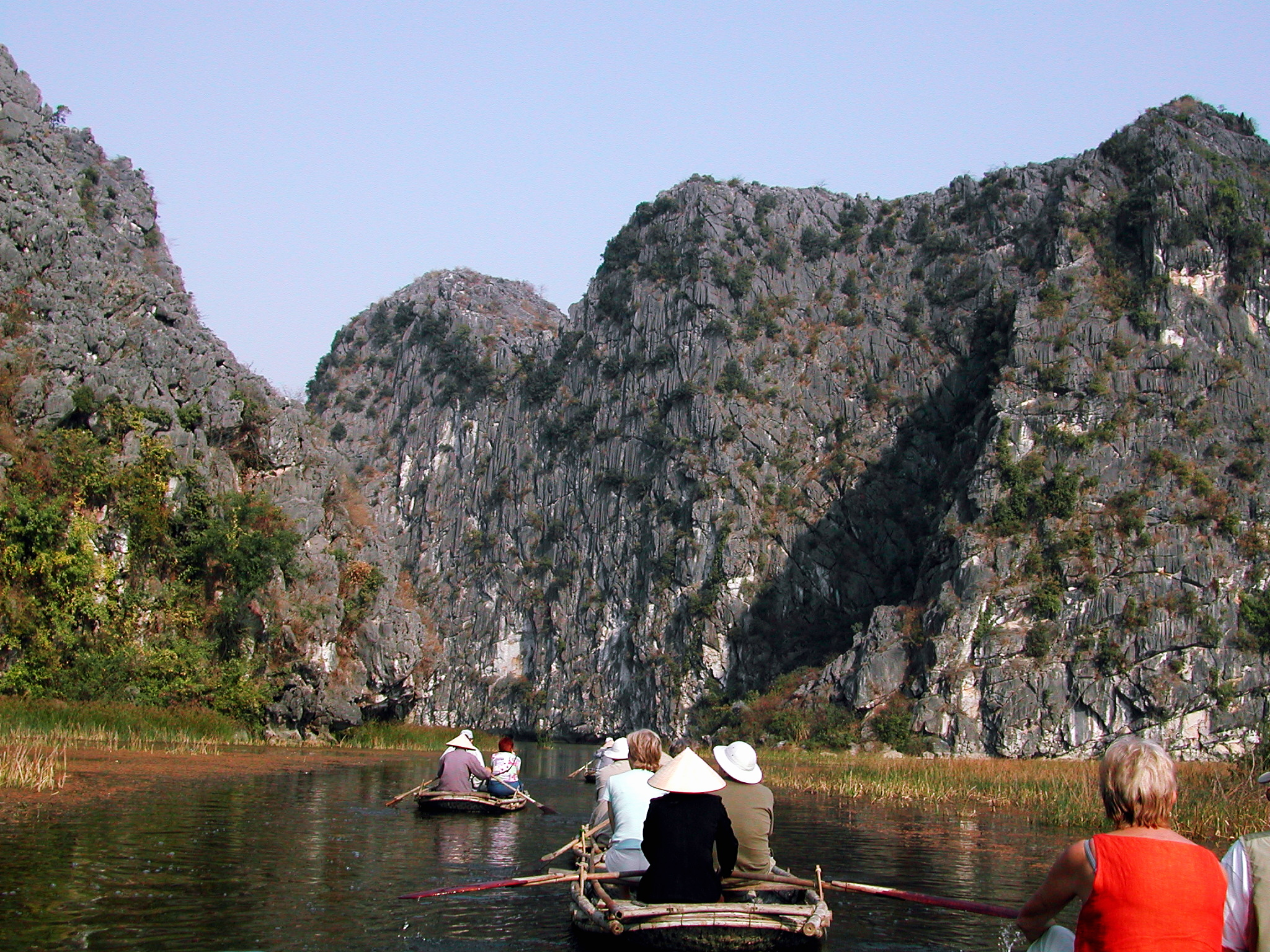
Quần thể hang động Tràng An ở Ninh Bình
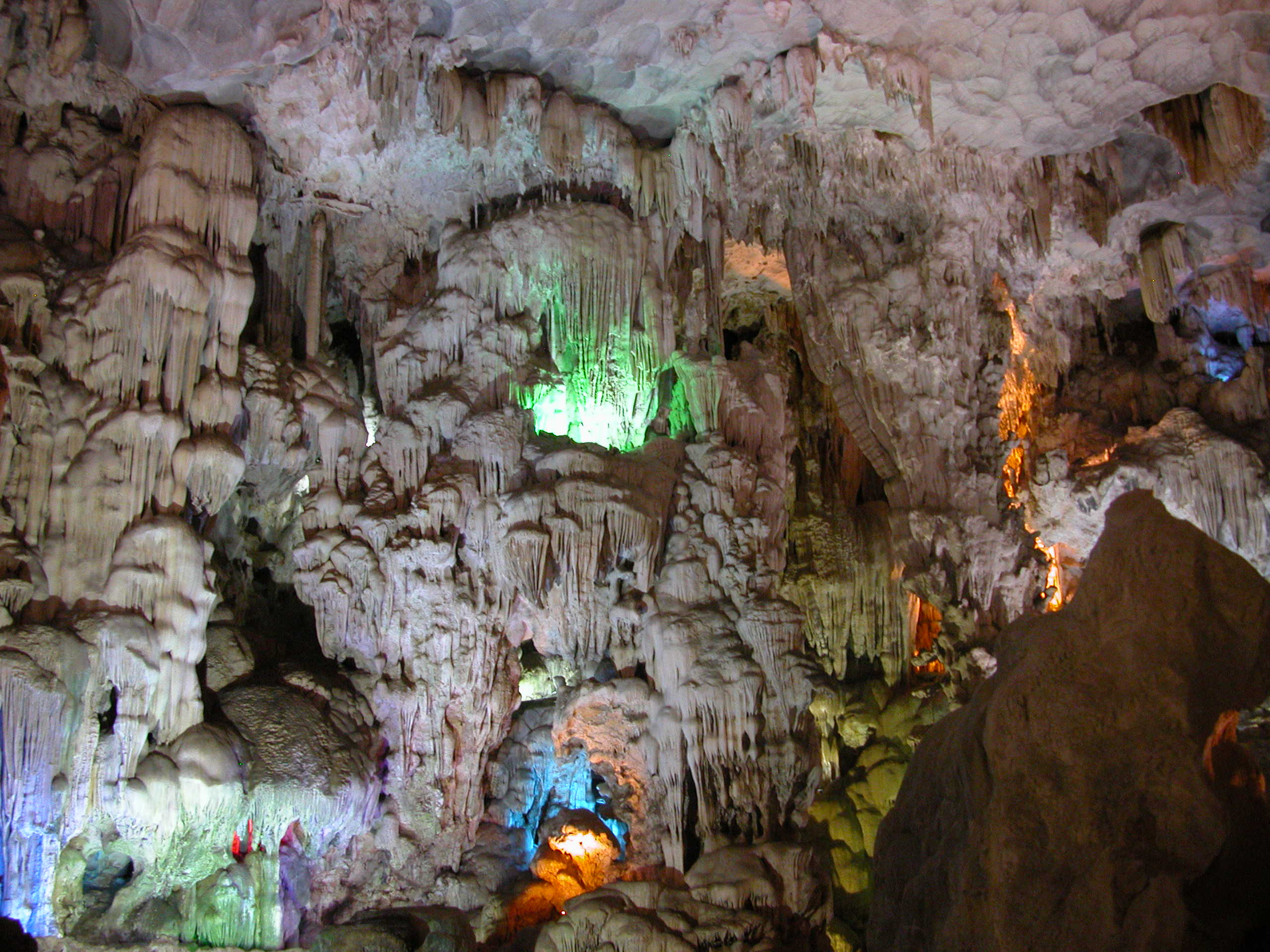
động Thiên Cung - Vịnh Hạ Long